# Хіеда но Аре
Хіеда но Аре (яп. 稗田 阿礼, кінець 7 — початок 8 ст.) — особа, що відома як укладач(ка) японського давнього тексту «Кодзікі».

## Загальні відомості
Дуже мало відомо про цю особу. В «Сейкюкі»(яп. 西宮記), є згадка, яка каже про приналежність до сім'ї Саруме но Кімі, чиїх предків можна прослідкувати до богині Ама-но-Удзуме-но-Мікото.
Такі вчені, як Янаґіта Куніо та Нобуцуна Сайґо, стверджують, що Аре була жінкою. Титул тонері (яп. 舎人), яким володів(ла) Аре, зазвичай здобували чоловіки. Однак, члени сім'ї Саруме но Кімі відомі як служниці при дворі. До того ж, судячи з усього автором деяких місць в «Кодзікі» була жінка.

## Кодзікі
Імператор Темму зажадав виправити суперечності стосовно японської історії, які існували в різних «Тейкі» та «Кюдзі», які були на вустах у японських вельмож. Він наказав Аре, якому(ій) тоді було 28, запам'ятати ці історії. "Аре має природний талант та розум і може читати напам'ять прочитане один раз і запам'ятати почуте один раз. Темму помер до того, як робота була завершена. Згодом імператриця Ґеммей наказала О но Ясумаро записати Кодзікі. Ця робота була завершена 712 року.